# Federico I del Palatinato
Federico I di Wittelsbach (Heidelberg, 1º agosto 1425 – Heidelberg, 12 dicembre 1476) fu elettore palatino della casa di Wittelsbach dal 1451 al 1476.

## Biografia
Federico I del Palatinato nacque a Heidelberg il 1º agosto 1425. Era figlio di Ludovico III del Palatinato e della di lui seconda moglie, Matilde di Savoia. I suoi nonni materni erano Amedeo di Savoia-Acaia, principe di Acaia, e Caterina di Ginevra.
Resse il Palatinato alla morte del fratello Ludovico IV, come custode del nipote Filippo, contro il volere di Federico III d'Asburgo, che si alleò con Ludovico IX di Baviera.
Federico I combatté anche contro Alberto III di Brandeburgo e Dieter di Isenburg, contro l'arcivescovo di Magonza, ed estese i propri territori. Con la battaglia di Seckenheim (1462), durante la guerra di Magonza (1461-1463) catturò i propri antagonisti, Giorgio di Metz, Carlo I, margravio di Baden-Baden e Ulrico V di Württemberg.

## Matrimonio e discendenza
Nel 1471 (o nel 1472), Federico sposò Clara Tott, sua amante da lungo tempo. Ella era una donna comune e come tale il matrimonio venne considerato morganatico. Da questo matrimonio nacque un figlio:
- Luigi (1463-1524), che divenne il primo conte di Löwenstein-Wertheim ed il capostipite della dinastia.

## Ascendenza
|                             |                         |                            | Genitori                  |  |  | Nonni |  |  | Bisnonni                  |  |  | Trisnonni             |  |
|                             |                         |                            |                           |  |  |       |  |  | Roberto II del Palatinato |  |  | Adolfo del Palatinato |  |
|                             |                         |                            |                           |  |  |       |  |  | Roberto II del Palatinato |  |  | Adolfo del Palatinato |  |
|                             |                         | Irmengarda di Oettingen    |                           |  |  |       |  |  | Roberto II del Palatinato |  |  |                       |  |
| Roberto del Palatinato      |                         |                            |                           |  |  |       |  |  | Roberto II del Palatinato |  |  |                       |  |
|                             |                         | Beatrice d'Aragona         | Pietro II di Sicilia      |  |  |       |  |  |                           |  |  |                       |  |
|                             |                         | Beatrice d'Aragona         | Pietro II di Sicilia      |  |  |       |  |  |                           |  |  |                       |  |
|                             |                         | Beatrice d'Aragona         | Elisabetta di Carinzia    |  |  |       |  |  |                           |  |  |                       |  |
| Ludovico III del Palatinato |                         | Beatrice d'Aragona         |                           |  |  |       |  |  |                           |  |  |                       |  |
|                             |                         | Federico V di Norimberga   | Giovanni II di Norimberga |  |  |       |  |  |                           |  |  |                       |  |
|                             |                         | Federico V di Norimberga   | Giovanni II di Norimberga |  |  |       |  |  |                           |  |  |                       |  |
|                             |                         | Federico V di Norimberga   | Elisabetta di Henneberg   |  |  |       |  |  |                           |  |  |                       |  |
| Elisabetta di Norimberga    |                         | Federico V di Norimberga   |                           |  |  |       |  |  |                           |  |  |                       |  |
|                             |                         | Elisabetta di Meißen       | Federico II di Meißen     |  |  |       |  |  |                           |  |  |                       |  |
|                             |                         | Elisabetta di Meißen       | Federico II di Meißen     |  |  |       |  |  |                           |  |  |                       |  |
|                             |                         | Elisabetta di Meißen       | Matilde di Baviera        |  |  |       |  |  |                           |  |  |                       |  |
| Federico I del Palatinato   |                         | Elisabetta di Meißen       |                           |  |  |       |  |  |                           |  |  |                       |  |
|                             | Giacomo di Savoia-Acaia | Filippo I di Savoia-Acaia  |                           |  |  |       |  |  |                           |  |  |                       |  |
|                             | Giacomo di Savoia-Acaia | Filippo I di Savoia-Acaia  |                           |  |  |       |  |  |                           |  |  |                       |  |
|                             | Giacomo di Savoia-Acaia | Caterina de la Tour du Pin |                           |  |  |       |  |  |                           |  |  |                       |  |
| Amedeo di Savoia-Acaia      | Giacomo di Savoia-Acaia |                            |                           |  |  |       |  |  |                           |  |  |                       |  |
|                             |                         | Margherita di Beaujeu      | Édouard de Beaujeu        |  |  |       |  |  |                           |  |  |                       |  |
|                             |                         | Margherita di Beaujeu      | Édouard de Beaujeu        |  |  |       |  |  |                           |  |  |                       |  |
|                             |                         | Margherita di Beaujeu      | …                         |  |  |       |  |  |                           |  |  |                       |  |
| Matilde di Savoia           |                         | Margherita di Beaujeu      |                           |  |  |       |  |  |                           |  |  |                       |  |
|                             |                         | Amedeo III di Ginevra      | Guglielmo III di Ginevra  |  |  |       |  |  |                           |  |  |                       |  |
|                             |                         | Amedeo III di Ginevra      | Guglielmo III di Ginevra  |  |  |       |  |  |                           |  |  |                       |  |
|                             |                         | Amedeo III di Ginevra      | Agnese di Savoia          |  |  |       |  |  |                           |  |  |                       |  |
| Caterina di Ginevra         |                         | Amedeo III di Ginevra      |                           |  |  |       |  |  |                           |  |  |                       |  |
|                             |                         | Matilde d'Alvernia         | Roberto III d'Alvernia    |  |  |       |  |  |                           |  |  |                       |  |
|                             |                         | Matilde d'Alvernia         | Roberto III d'Alvernia    |  |  |       |  |  |                           |  |  |                       |  |
|                             |                         | Matilde d'Alvernia         | Beatrice di Montgascon    |  |  |       |  |  |                           |  |  |                       |  |
|                             |                         | Matilde d'Alvernia         |                           |  |  |       |  |  |                           |  |  |                       |  |